# Atuka laid
Atuka laid ist eine unbewohnte Insel, 90 Meter von der größten estnischen Insel Saaremaa entfernt. Die Insel liegt in der Landgemeinde Saaremaa im Kreis Saare. Sie liegt in der Bucht Kiudu lõpp im Kahtla-Kübassaare hoiuala.
Atuka laid ist 100 Meter lang und 90 Meter breit.